# Клан О'Шохру
Клан О’Шохру (ірл. — Clan O'Siochru, Clann Ó Siochrú, O’Siochrú Abú, O’Siochfhradha Abú) — клан О’Шохру Абу, клан О’Шохфрада Абу — один з ірландських кланів. 
Гасло клану: Lamh foistenach abú — Благородна рука перемоги (гельск.)

## Історія клану О’Шохру

### Походження
Згідно з історичними переказами клан О’Шохру походить від ірландського вождя Еогана — сина короля Ойлілла Олума (ірл. — Oilioll Olum) — короля Манстеру. Клан, який виник від нащадків Еогана, називався Еогнахта — «народ Еогана». Цей клан володів землями в Західному Манстері. Клан О’Шохру, що виник як гілка клану Еогнахта, володів землями в нинішніх графствах Корк та Керрі. У середні віки клан О’Шохру жив на землях Данлоу та Фермойл. Нині в Ірландії прізвище О’Шохру дуже поширене, еле 90% носіїв цього прізвища живуть у графствах Керрі, Корк та в Дубліні. Початкова назва клану — О’Шохфрада — «онуки Шохфради». Жінок клану відповідно називали Ні Шохфрада — «дочки Шохфради». Є версія, що ім’я походить від скандинавського імені Зігфріг (норв. — Sigfrith) — «Переможець Світу». Є ще дві давніх кельтських назви септ клану, досить незрозумілих, які, можливо, пояснюють виникнення назви клану: Муньтір на Снехта (ірл. — Muintir na Sneachta) — «Люди снігу» та Муньтір на Смер (ірл. — Muintir na Smear) — «Люди ягоди чорниці». 

## Прізвища, що виникли в клані О’Шохру
- ÓSioċḟraḋa
- ÓSiochfhradha
- ÓSiochrú
- O’Sugrue
- Luergo
- Sagrue
- Schuckerow
- Schuckrow
- Schughrue
- Schugrau
- Schugrue
- Seagrave
- Segrew
- Segrue
- Sewcrew
- Shacarew
- Shagerew
- Shagherew
- Shaghrue
- Shagreau
- Shagro
- Shagrow
- Shagrue
- Shaughaw
- Shaughow
- Shaughro
- Shaughrough
- Shaughrue
- Shaugrue
- Shegreu
- Shochrough
- Shockaroo
- Shockerew
- Shockero
- Shockrew
- Shockro
- Shockroo
- Shockrow
- Shockrowe
- Shoerough
- Shogharue
- Shoghrow
- Shogrue
- Shokura
- Shoughrew
- Shoughroe
- Shoughroo
- Shoughrough
- Shoughrow
- Shoughrue
- Shougrue
- Shuchrou
- Shuckerow
- Shuckrew
- Shuckroe
- Shuckrow
- Shuckrowe
- Shuckrue
- Shucrew
- Shucroe
- Shucrowe
- Shugarue
- Shugerue
- Shugharue
- Shughrou
- Shughroue
- Shughrua
- Shughrue
- Shugro
- Shugru
- Shugrua
- Shugrue
- Shugure
- Shuguro
- Shuigrue
- Shiuguro
- Shukura
- Sucereau
- Suchereau
- Sucherow
- Suchrowe
- Sugaroo
- Suggarot
- Sughew
- Sughrew
- Sughroe
- Sughroue
- Sughrow
- Sughrowe
- Sughru
- Sughrua
- Sughrue
- Sugina
- Sugrae
- Sugrave
- Sugrene
- Sugrna
- Sugrough
- Sugrowe
- Sugru
- Sugrua
- Sugruay
- Sugrud
- Sugrue